# 国际色彩协会
国际色彩协会（英語：International Colour Association）是一个学术团体，其目的是鼓励和促进有关色彩的各领域研究，传播研究获得的知识并在国际基础上将其应用于解决科学、艺术、設計和工业领域的问题。AIC还在颜色问题上与国际照明委员会（CIE）、國際標準化組織（ISO）和国际光学委员会（ICO）等现有国际组织密切合作。2009年，AIC设立了国际色彩日。

## 历史沿革
1967年6月21日，在美国华盛顿特区的第16届国际照明委员会会议期间，AIC基金会成立。其主席按时间顺序排列如下：
- 威廉大卫赖特（1967-1969，英国）；
- Yves Le Grand（1970-1973，法国）；
- 印東太郎（1974-1977，日本）；
- C. James Bartleson (1978-1981, 美国)；
- 罗伯特威廉 G. 亨特 (1982-1985, 英国)；
- Heinz Terstiege (1986-1989, 西德)；
- 艾伦·罗伯逊 (1990-1993, 加拿大),
- Lucia R. Ronchi（1994-1997, 意大利）；
- 池田光男（1998-2001，日本）；
- Paula J. Alessi (2002-2005, 美国)；
- 何塞·路易斯·卡瓦诺 (2006-2009, 阿根廷)；
- Berit Bergström（2010-2013，瑞典）；
- 哈维尔·罗梅罗（2014-2015，西班牙）；
- 尼克·哈克尼斯（2016-2017，澳大利亚）；
- 李天仁（2017-2019，中华民国）。

## 国际色彩大会
协会每四年组织一次国际色彩大会（英語：International Colour Congress, ICC）。它还负责安排中期会议和临时会议，前者在大会结束后两年举行，后者在大会结束后一年和三年的间隔内举行。大会以与色彩有关的所有主题和领域的原始论文为特色。而临时会议和中期会议则是以主题为导向的；每次会议都集中在色彩的一个特定方面。在大会和会议上提交的论文发表在论文集上，其中大部分可以在其网站上免费获得。

## 成员和执行委员会
AIC的正式成员是不同国家或地区的色彩协会。此外，它还有独立会员（个人会员）和准会员（其他相关国际协会）。
AIC的执行委员会由七人组成：一名主席、一名副主席、一名秘书兼财务主管和四名普通成员。委员会的七名成员被要求来自不同的国家，通过每两年在全会和中期会议期间举行选举进行轮换。

## 迪恩·B·贾德奖
1975年以来，协会每两年向研究色彩科学的个人或小组颁发一个国际奖项，以表彰其在色彩科学领域的杰出工作，这就是迪恩·B·贾德奖（英語：Deane B. Judd Award）。奖项评选程序主要是由协会成员提名，再由以前的获奖者组成的委员会对被提名人的进行评析。获得此奖项的色彩研究人员有：
- 1975：多萝西尼克森（美国）；
- 1977：威廉·大卫·赖特（英国）；
- 1979：Gunter Wyszecki（西德、美国、加拿大）；
- 1981：曼弗雷德里希特（西德）；
- 1983：大卫麦克亚当（美国）；
- 1985： Leo Hurvich和Dorothea Jameson （美国）；
- 1987：罗伯特·威廉·亨特（英国）；
- 1989：印東太郎（日本、美国）；
- 1991：Johannes J. Vos 和 Pieter L. Walraven（荷兰）；
- 1993：納谷嘉信（日本）；
- 1995：海因茨·特斯蒂格（德国）；
- 1997：安德斯·哈德、贡纳尔·汤奎斯特和拉斯·西维克（瑞典）；
- 1999: Fred W. Billmeyer Jr.（美国）；
- 2001：罗伯托·丹尼尔·洛萨诺（阿根廷）；
- 2003：池田光男（日本）；
- 2005：John B. Hutchings（英国）；
- 2007：艾伦·罗伯逊（加拿大）；
- 2009：阿内瓦尔伯格（挪威）；
- 2011：露西娅·朗奇（意大利）；
- 2013：罗伊·伯恩斯（美国）；
- 2015：弗朗索瓦丝·维诺（法国）；
- 2017：明罗尼尔（英国）。
- 2019：矢口博久（日本）

### 引用
1. ↑  Gunnar Tonnquist. "25 years of colour with the AIC --and 25 000 without". Color Research and Application 18 (5), 1993, 353-365.
2. ↑   (PDF).   [2014-03-21]. （原始内容 (PDF)存档于2016-03-04）.
3. ↑  .   [2014-03-21]. （原始内容存档于2014-02-02）.